# 長野市立東部中学校
長野市立東部中学校（ながのしりつ とうぶちゅうがっこう）は、長野県長野市にある公立中学校。

## 生徒数
606名（令和6年度）

## 通学区域
- 西和田二丁目（一部）
- 三輪一丁目（一部）、三輪二丁目、三輪八丁目（一部）、三輪九丁目（一部）、三輪十丁目
- 吉田一丁目、吉田二丁目、吉田三丁目、吉田四丁目、吉田五丁目
- 桐原一丁目、桐原二丁目
- 中越一丁目、中越二丁目
- 大字吉田、大字石渡、大字南堀（一部）、大字北堀[2]

## 主な出身者
- 小口貴久（元リュージュ選手）[3]
- 山口祐之（元バレーボール選手）
- 松本英里佳（ソフトテニス選手）[4]